# Газанкулу
Газанкулу (на английски: Gazankulu) е бантустан, съществувал през периода на апартейд в Южноафриканската република (ЮАР). Той е образуван през 1971 като полунезависима държава на народността тсонга, включвайки територии от провинция Трансваал. Негова столица е Гияни, а населението му е около 955 000 души. Газанкулу е реинтегриран в ЮАР през 1994 и днес е част от провинция Лимпопо.